# Edoardo Vergani
Edoardo Vergani, né le 6 février 2001 à Segrate en Italie, est un footballeur italien, qui évolue au poste d'avant-centre au FC Südtirol.

## Biographie

### En club
Natif de Segrate, près de Milan en Italie, Edoardo Vergani passe par l'AC Monza avant de rejoindre en 2014 l'Inter Milan. Avec les U17 de l'Inter il se fait remarquer lors de la saison 2017-2018 en inscrivant 17 buts en 23 matchs. Il est ensuite intégré à la Primavera en 2018, et inscrit le but de la victoire en finale du Tournoi de Viareggio face aux jeunes de l'ACF Fiorentina (2-1 après prolongation). Il fait partie des joueurs les plus prometteurs du club lombard et ses prestations amènent plusieurs clubs à s'intéresser à lui, mais il décide de poursuivre avec l'Inter dans l'espoir d'intégrer le groupe professionnel. Le 9 novembre 2019 il est retenu pour la première fois dans le groupe professionnel pour le match face à l'Hellas Vérone mais il n'entre pas en jeu.
Le 17 septembre 2020, Vergani est prêté pour une saison au Bologne FC. Il joue son premier match avec ce club, le 15 décembre 2020, en entrant en jeu à la place de Rodrigo Palacio face à son club formateur, l'Inter Milan. Bologne s'incline ce jour-là par trois buts à un.
Le 31 août 2021, Vergani s'engage librement avec l'US Salernitana pour un contrat courant jusqu'en juin 2023,.
Le 1er septembre 2022, Edoardo Vergani rejoint le Delfino Pescara. Il signe un contrat courant jusqu'en juin 2025.

### En équipe nationale
Avec les moins de 15 ans, il inscrit un triplé contre la Belgique en février 2016, puis un autre triplé contre le Qatar en avril 2016. Il est également l'auteur de deux doublés. 
Avec les moins de 17 ans, il participe au championnat d'Europe des moins de 17 ans en 2018. Lors de cette compétition organisée en Angleterre, il joue six matchs. Il se met en évidence en inscrivant quatre buts et en délivrant une passe décisive. Il marque deux buts en phase de poule, contre la Suisse et Israël. Il marque ensuite un but en quart de finale contre la Suède, puis un dernier but lors de la demi-finale remportée face à la Belgique. L'Italie s'incline en finale face aux Pays-Bas après une séance de tirs au but. Avec quatre réalisations au compteur, Vergani termine meilleur buteur du tournoi, à égalité avec le Belge Yorbe Vertessen.
Vergani joue un seul match avec l'les moins de 20 ans, le 15 novembre 2021 face à la Roumanie. Il se fait remarquer en marquant deux buts ce jour-là, participant à la large victoire des siens (7-0 score final).

## Palmarès
Italie -17 ans
- Finaliste du championnat d'Europe des moins de 17 ans
  - 2018.